# Liste der Winde und Windsysteme
Der Artikel listet die globalen und regionalen Winde und Windsysteme der Erde alphabetisch auf.
- Abroholos
- Afghanetz
- Anemoi
- Antipassat
- Aquilo
- Aspr
- Aufwind und Abwind (Thermik)
- Aurassos (Mistral)
- Auster
- Austru (siehe auch Crivet)
- Autan
- Baguio
- Barat
- Barber
- Bayamo
- Belat
- Bergwind
- Berg- und Talwind-Zirkulation
- Bhoot
- Bise
- Blizzard
- Bora (Bora scura, Borino, Borasco, Levantera, Bura)
- Boreas
- Böhmwind (Böhmischer Wind)
- Bohorok
- Boorga
- Brickfielder
- Brubu (Broeboe)
- Brüscha
- Buran (Winterburan, Sommerburan, Karaburan; Bura)
- Calima
- Caurus
- Canterbury Northwester
- Challiho
- Chamsin (Sharav)
- Chanduy
- Chili (Scirocco)
- Chinook
- Chortiatis
- Colla
- Collada
- Coromell
- Criador
- Crivet (siehe auch Austru)
- Downburst
- Ebe
- Elephanta
- Elvegust
- Etesien
- Euros
- Favonius
- Föhn
- Galerne (Giboulée)
- Garbas
- Gegenwind
- Gharra
- Gibli (Ghibli)
- Gregale
- Habub
- Halny wiatr
- Hangwind
- Harmattan
- Helm
- Himmelsbesen
- Höllentäler
- Hurrikan
- Jauk
- Jetstream
- Joran
- Jugo
- Kachchab
- Kachchan
- Kalmen
- Kapdoktor
- Karajol
- Karif
- Kaskasi
- Kata kaze
- Knik-Wind
- Košava (Košava)
- Kusi
- Land-See-Windsystem
- Laoswind
- Lebić
- Leste (Lan San)
- Levante (Levant)
- Leveche (Scirocco)
- Libeccio
- Maloja
- Marin (Scirocco)
- Meltemi
- Minuano
- Mistral (Aurassos, Cisampo, Cierzo, Maestral)
- Monsunwind
- Neqajaq
- Nortada
- Norte (Northers)
- Notos
- Ora (Wind)
- Orkan
- Oroshi
- Oštro
- Papagayos
- Pampero
- Paramitos
- Passat (Hadley-Zelle)
- Pineapple Express
- Piteraq
- Polare Ostwinde (Polarzelle)
- Poniente
- Puelche
- Pulenat
- Purga
- Reshabar
- Ribut
- Rossbreiten
- Sahel
- Santa Ana
- Samum (Samun)
- Sarma
- Schamal
- Scirocco (Schirokko, Sirocco)
- Seewind
- Septentrio
- Sharki
- Sirkos (Scirocco)
- Solanus
- Stadt-Umland-Windsystem
- Suchowej
- Supernas
- Suracon
- Sureot
- Taifun
- Talwind
- Tehuantepecers
- Tornado
- Tramontana (Montagnére, Montagneuse; Tramuntana)
- Tropischer Wirbelsturm
- Vento
- Wambra
- Westwindzone (Ferrel-Zelle)
- Williwaw
- Willy Willy
- Yalca
- Yamase
- Zephyr (Zephyros, Zephyrus)
- Zonda (Sondo)
- Zyklon